# René Nünlist (Handballspieler)
René Nünlist (* 1937) ist ein ehemaliger Schweizer Feldhandballspieler und Trainer.

## Privat
Nünlist wurde 1937 geboren. Er diplomierte als Elektrotechniker HTL. Nach seiner Tätigkeit bei Contraves fing er am 3. Januar 1963 als Elektrotechniker bei Kern & Co im Elektronik-Labor an. Am 23. März 1963 heiratete er, 1965 kam der gemeinsame Sohn auf die Welt.

## Club
Die erste Erwähnung beim BTV Aarau war ein Skirennen vom 22. Februar 1953 der Skisektion des Städtischen Turnverbandes Aarau (SSTV). Am Aargauischen Kantonalturnfest 1954 wurde er 25. in der Leichtathletikwertung.

### Handball
Das Spiel TV Unterstrass gegen BTV Aarau vom 4. September 1955 ist die erste Erwähnung im Handball. In seiner zweiten Saison 1956 wurde er auf Anhieb Schweizer Meister mit dem BTV.

## Trainer
Auf die Hallensaison 1964/65 wurde er Trainer des BTV. In der Dezember-Ausgabe von 1964 des «Aarauer Turnblatt» wurde erstmalig seine Trainertätigkeit erwähnt. An der Jahresversammlung der Handballriege am 15. Januar 1965 wurde er offiziell als Trainer und Mannschaftsführer I gewählt. Im Herbst 1970 musste er seine Tätigkeit als Trainer auf Grund von gesundheitlichen Problemen aufgeben.

## Erfolge
- 3 × Feldhandball-Schweizer-Meister: 1956, 1960 und 1962
- 3 × Feldhandball-Vizemeister: 1958, 1959 und 1966
- 4 × Feldhandball-Cupsieger: 1957, 1960, 1963 und 1966
- 2 × Feldhandball-Cupfinalist: 1964 & 1971

## Statistik
| Saison                                              | Rang        | Tore                   | R.                     |              |
| --------------------------------------------------- | ----------- | ---------------------- | ---------------------- | ------------ |
| 1955 NLA                                            | 5. Platz    | 11                     | ?                      | [ 12 ]       |
| 1956 NLA                                            | Meister     | 38                     | 6                      | [ 13 ]       |
| 1957 NLA                                            | 3. Platz    | 24                     | 20                     | [ 14 ]       |
| 1958 NLA                                            | Vizemeister | 38                     | 9                      | [ 15 ]       |
| 1959 NLA                                            | Vizemeister | 56                     | 5                      | [ 16 ]       |
| 1960 NLA                                            | Meister     | 40                     | 11                     | [ 17 ]       |
| 1961 NLA                                            | 4. Platz    | 47                     | 8                      | [ 18 ]       |
| 1962 NLA                                            | Meister     | 46                     | 7                      | [ 19 ]       |
| 1963 NLA                                            | 4. Platz    | 41                     | 8                      | [ 20 ]       |
| 1964 NLA                                            | 4. Platz    | 38                     | 11                     | [ 21 ]       |
| 1965 NLA                                            | 6. Platz    | 41                     | 7                      | [ 22 ]       |
| 1966 NLA                                            | Vizemeister | 53                     | 7                      | [ 23 ]       |
| 1967 NLA                                            | 4. Platz    | 36                     | 9                      | [ 24 ]       |
| 1968 NLA                                            | 3. Platz    | Keine Zahlen nach 1967 | Keine Zahlen nach 1967 |              |
| 1969 NLA                                            | 3. Platz    | Keine Zahlen nach 1967 | Keine Zahlen nach 1967 |              |
| 1970 NLA                                            | 3. Platz    | Keine Zahlen nach 1967 | Keine Zahlen nach 1967 |              |
| 1971 NLA                                            | 4. Platz    | Keine Zahlen nach 1967 | Keine Zahlen nach 1967 |              |
| Es ist nicht bekannt, wann er mit Handball aufhörte |             |                        |                        |              |
| NLA                                                 | 1955–1971   | 509                    | (Stand 1967)           | (Stand 1967) |

Mit 509 Treffern in der Nationalliga A im Feldhandball war er zum Ende der Saison 1967 (1971 war die letzte Saison) Zweiter in der Ewigen-Torschützenliste seit 1948.